# Lijst van vogelfamilies in IOC-volgorde
Deze lijst is een index naar alle vogelgenusartikelen van de Nederlandse wikipedia, en bevat alle recente vogelfamilies van de IOC World Bird List, versie 13.2 , geordend volgens de IOC lijst (welke lijst beoogt verwante taxa bijeen te houden). Bij genera met maar één soort (monotypisch) is de Nederlandse en Engelse (soort)naam gegeven.
Elke regel heeft het formaat:
Nr. Orde (-iformes)  Familie (-idae)  Nederlandse naam - aantal soorten (spp) aantal genera - opsomming alle genera in IOC volgorde